# Lista de prefeitos de Arapiraca
Esta é a lista de prefeitos do município de Arapiraca, estado brasileiro de Alagoas, apresentando as pessoas que foram empossadas como prefeito para o executivo municipal.

Arapiraca foi elevada a categoria de município, pela lei estadual nº 1.009, de 30 de maio de 1924, desmembrada do distrito de Limoeiro.
O cargo de prefeito foi criado em 11 de abril de 1835, pela assembleia provincial paulista, em reação aos amplos poderes conferidos pelo Código de Processo Criminal de 1832 às câmaras municipais. Seguiram o exemplo paulista seis províncias do nordeste brasileiro (Alagoas, Ceará, Maranhão, Paraíba, Pernambuco e Sergipe).
Sob a vigente ordem constitucional, essa designação é dada ao funcionário público do Poder Executivo municipal, que exerce seu cargo em função de uma legislatura (mandato), sendo para tanto eleito a cada quatro anos, podendo ser reeleito por mais 4 anos (segundo mandato).
Funções
O poder executivo municipal chefia a administração e comanda os serviços públicos, tendo como comandante o prefeito.
A partir da constituição brasileira de 1934, o cargo de prefeito passou a ser o único, em todo o Brasil, ao qual estão atribuídas as funções de chefe do poder executivo do governo local, em simetria aos chefes dos executivos da União e do estado, portanto, em forma monocrática. Este texto quer dizer que deverá haver harmonia e integração de ação entre as esferas envolvidas sem a intervenção de uma na outra, exceto nos casos previstos na Constituição Federal.
Eleições
O prefeito é eleito por sufrágio universal, secreto, direto, em pleito simultâneo em todo o País, realizado a cada quatro anos, no primeiro domingo de outubro.
E trinta dias após tem lugar o segundo turno, se o eleito em primeiro lugar não atingir 50% dos votos válidos mais um voto, no caso de municípios com mais de duzentos mil eleitores.
Conforme a legislação eleitoral atual no Brasil para tornar-se elegível, exige-se uma série de requisitos;
- Possuir nacionalidade brasileira ou portuguesa (neste caso, o cidadão português deve se encontrar amparado pelo Estatuto de Igualdade entre Portugueses e Brasileiros),
- Título de eleitor em dia e estar em gozo pleno do exercício dos direitos políticos,
- Domicilio eleitoral na circunscrição na qual o candidato se apresenta,
- Filiação partidária,
- Ser alfabetizado (tópico invalidado pela atual constituição brasileira de 1988),
- Desincompatibilização de cargo público — Se ocupa um cargo público deve sair seis meses antes das eleições e voltar caso possa só após seis meses ao pleito eleitoral,
- Renúncia de outro mandado até seis meses antes do pleito e não ser parente afim ou consangüíneo, até segundo grau, ou cônjuge de titular de cargo eletivo; pode, entretanto, ser candidato à reeleição (artigo 14 da Constituição),
- Ter idade mínima de 21 anos.

| Nº | Prefeito                      | Partido                                          | Início do mandato       | Fim do mandato          | Observações                                                               |
| 1  | Esperidião Rodrigues da Silva | Partido Republicano Federal PRF                  | 7 de janeiro de 1925    | 8 de janeiro de 1928    |                                                                           |
| 2  | José Gomes Novais de Farias   | Partido Republicano Democrático PRD              | 9 de janeiro de 1928    | 8 de maio de 1928       | ( suicidou-se )                                                           |
| 3  | João Ferreira de Albuquerque  | Partido Republicano Democrático PRD              | 8 de maio de 1928       | 1° de julho de 1928     | (vice)                                                                    |
| 4  | João Ribeiro Lima             | Partido Republicano Democrático PRD              | 2 de julho de 1928      | 30 de outubro de 1930   |                                                                           |
| 5  | Esperidião Rodrigues da Silva | Aliança Liberal AL                               | 30 de outubro de 1930   | 26 de julho de 1932     |                                                                           |
| 6  | Manoel Firmino Leite          | Partido Progressista PP                          | 27 de julho de 1932     | 8 de fevereiro de 1933  | Prefeito nomeado pelo governador do estado                                |
| 7  | Pedro Barbosa                 | Partido Progressista PP                          | 9 de fevereiro de 1933  | 13 de março de 1933     | Prefeito nomeado pelo governador do estado                                |
| 8  | Manoel Lúcio Correia          | Partido Progressista PP                          | 14 de março de 1933     | 18 de agosto de 1934    | Prefeito nomeado pelo governador do estado                                |
| 9  | Pedro Barbosa                 | Partido Progressista PP                          | 19 de agosto de 1934    | 4 de outubro de 1934    | Prefeito nomeado pelo governador do estado                                |
| 10 | Guilherme Moreira             | Liga Republicana Conservadora LRC                | 5 de outubro de 1934    | 8 de janeiro de 1936    | Prefeito nomeado pelo governador do estado                                |
| 11 | Aprígio Jacinto da Silva      | Partido Democrático Nacional PDN                 | 9 de janeiro de 1936    | 10 de janeiro de 1937   | Prefeito nomeado pelo governador do estado                                |
| 12 | Genésio Rodrigues da Silva    | Partido Democrático Nacional PDN                 | 11 de janeiro de 1937   | 16 de dezembro de 1937  | Prefeito nomeado pelo governador do estado                                |
| 13 | Domingos Mota Acioli          | Partido Republicano Democrático PRD              | 16 de dezembro de 1937  | 23 de fevereiro de 1940 | Prefeito nomeado pelo governador do estado                                |
| 14 | Genésio Rodrigues da Silva    | Partido Democrático Nacional PDN                 | 24 de fevereiro de 1940 | 26 de março de 1941     | Prefeito nomeado pelo governador do estado                                |
| 15 | Manoel Leal                   | Partido Social Democrático PSD                   | 27 de março de 1941     | 2 de fevereiro de 1945  | Prefeito nomeado pelo governador do estado                                |
| 16 | João Ribeiro Lima             | Partido Social Democrático PSD                   | 3 de fevereiro de 1945  | 10 de maio de 1947      | Prefeito nomeado pelo governador do estado                                |
| 17 | Afonso Galvão                 | Partido Social Democrático PSD                   | 10 de maio de 1947      | 5 de agosto de 1947     | Prefeito nomeado pelo governador do estado                                |
| 18 | Gaspar Vieira de Melo         | Partido Social Democrático PSD                   | 5 de agosto de 1947     | 30 de janeiro de 1948   | Prefeito nomeado pelo governador do estado                                |
| 19 | Luis Pereira Lima             | Partido Social Democrático PSD                   | 31 de janeiro de 1948   | 30 de janeiro de 1951   | Prefeito eleito em sufrágio universal                                     |
| 20 | Coaracy da Mata Fonseca       | Partido Social Democrático PSD                   | 31 de janeiro de 1951   | 1° de fevereiro de 1955 | Prefeito eleito em sufrágio universal, posteriormente renunciou           |
| —  | José Pereira Lúcio            | União Democrática Nacional UDN                   | 2 de setembro de 1955   | 2 de outubro de 1955    | Presidente da Câmara de vereadores no cargo interinamente                 |
| 21 | José de Souza Guedes          | União Democrática Nacional UDN                   | 3 de outubro de 1955    | 30 de janeiro de 1956   | Prefeito eleito em sufrágio indireto, ou seja, pela câmara de vereadores. |
| 22 | João Lúcio da Silva           | União Democrática Nacional UDN                   | 31 de janeiro de 1956   | 30 de janeiro de 1961   | Prefeito eleito em sufrágio universal                                     |
| 23 | Francisco Pereira Lima        | União Democrática Nacional UDN                   | 31 de janeiro de 1961   | 30 de janeiro de 1966   | Prefeito eleito em sufrágio universal                                     |
| 24 | João Lúcio da Silva           | Aliança Renovadora Nacional ARENA                | 31 de janeiro de 1966   | 30 de janeiro de 1970   | Prefeito eleito em sufrágio universal                                     |
| 25 | João Batista Pereira da Silva | Aliança Renovadora Nacional ARENA                | 31 de janeiro de 1970   | 1° de fevereiro de 1973 | Prefeito eleito em sufrágio universal                                     |
| 26 | Higino Vital da Silva         | Movimento Democrático Brasileiro MDB             | 2 de fevereiro de 1973  | 11 de julho de 1975     | Prefeito eleito em sufrágio universal                                     |
| 27 | Agripino Alexandre dos Santos | Movimento Democrático Brasileiro MDB             | 11 de julho de 1975     | 31 de janeiro de 1977   | Vice                                                                      |
| 28 | João Nascimento Silva         | Partido Democrático Social PDS                   | 1° de fevereiro de 1977 | 13 de junho de 1982     | Prefeito eleito em sufrágio universal                                     |
| 29 | José Barbosa de Oliveira      | Partido Democrático Social PDS                   | 14 de junho de 1982     | 31 de janeiro de 1983   | Vice                                                                      |
| 30 | Severino Leão Barbosa         | Partido Democrático Social PDS                   | 1° de fevereiro de 1983 | 31 de janeiro de 1988   | Prefeito eleito em sufrágio universal                                     |
| 31 | José Alexandre dos Santos     | Partido da Reconstrução Nacional PRN             | 1° de janeiro de 1989   | 31 de dezembro de 1992  | Prefeito eleito em sufrágio universal                                     |
| 32 | Severino Leão Barbosa         | Partido Liberal PL                               | 1° de janeiro de 1993   | 31 de dezembro de 1996  | Prefeito eleito em sufrágio universal                                     |
| 33 | Célia Rocha                   | Partido da Social Democracia Brasileira PSDB     | 1° de janeiro de 1997   | 31 de dezembro de 2000  | Prefeita eleita em sufrágio universal                                     |
| 33 | Célia Rocha                   | Partido da Social Democracia Brasileira PSDB     | 1° de janeiro de 2001   | 31 de dezembro de 2004  | Prefeita reeleita em sufrágio universal                                   |
| 34 | Luciano Barbosa               | Partido do Movimento Democrático Brasileiro PMDB | 1° de janeiro de 2005   | 31 de dezembro de 2008  | Prefeito eleito em sufrágio universal                                     |
| 34 | Luciano Barbosa               | Partido do Movimento Democrático Brasileiro PMDB | 1° de janeiro de 2009   | 31 de dezembro de 2012  | Prefeito reeleito em sufrágio universal                                   |
| 35 | Célia Rocha                   | Partido Trabalhista Brasileiro PTB               | 1° de janeiro de 2013   | 31 de dezembro de 2016  | Prefeita eleita em sufrágio universal                                     |
| 36 | Rogério Teófilo               | Partido da Social Democracia Brasileira PSDB     | 1° de janeiro de 2017   | 07 de Agosto de 2020    | Prefeito eleito em sufrágio universal (Faleceu no exercício do mandato)   |
| 37 | Fabiana Pessoa                | Republicanos                                     | 11 de Agosto de 2020    | 31 de dezembro de 2020  | Vice-prefeita, assumiu o cargo em virtude do falecimento do titular.      |
| 38 | Luciano Barbosa               | Movimento Democrático Brasileiro MDB             | 1° de janeiro de 2021   | 31 de dezembro de 2024  | Prefeito eleito em sufrágio universal.                                    |
| 38 | Luciano Barbosa               | Movimento Democrático Brasileiro MDB             | 1° de janeiro de 2025   | Atualidade              | Prefeito reeleito em sufrágio universal.                                  |